# Vulfpeck
Vulfpeck is een Amerikaanse funkband opgericht in 2011. Kenmerkend voor de band is hun minimale benadering van het funkgenre, waarbij de band inspiratie opdoet uit televisieoptredens van onder meer Curtis Mayfield en Bill Withers.
In totaal heeft de band vier ep's en zes albums uitgebracht, waarvan één getiteld Sleepify een stil album is. De opbrengsten van Sleepify werden geïnvesteerd in een gratis tour in 2014. In 2019 bracht de band een livealbum uit, Live at Madison Square Garden. Het nieuwste album van de band, Clarity of Cal, werd uitgebracht in 2025. Bijzonder aan dit laatste album is dat het live is opgenomen. De naam Vulfpeck is gekozen om als een fictieve Duitse versie van de Wrecking Crew te klinken. 

## Bandleden
- Joe Dart
- Woody Goss
- Theo Katzman
- Jack Stratton

## Discografie

### Albums
- Thrill of the Arts (2015)
- The Beautiful Game (2016)
- Mr Finish Line (2017)
- Hill Climber (2018)
- Live at Madison Square Garden (2019)
- The Joy of Music, the Job of Real Estate (2020)
- Schvitz (2022)
- Clarity of Cal (2025)

### Ep's
- Mit Peck (2011)
- Vollmilch (2012)
- My First Car (2013)
- Fugue State (2014)

### Overig
- Sleepify (2014)